# Université internationale de Catalogne
L’université internationale de Catalogne (en catalan : Universitat Internacional de Catalunya) est une université privée espagnole située à Barcelone, et dont l'aumônerie est confiée à la prélature personnelle de l'Opus Dei.
Elle compte 6 765 étudiants en 2016.

## Histoire
L'université internationale de Catalogne a été fondée en 1997 comme établissement d’enseignement supérieur. À son ouverture, son activité se séparait en 5 facultés et 10 diplômes entre son campus à Barcelone et celui de Sant Cugat del Vallès. À l'heure actuelle, l'UIC (Université Internationale de Catalogne) propose 16 diplômes et 8 doctorats.
Les cours sont proposés en trois langues : catalan, espagnol et anglais, bien que cette dernière soit seulement présente dans certains des diplômes.

## Liste des facultés
- Communication
- Journalisme
- Sciences humaines
- Histoire et culture
- Sciences sociales
- Sciences politiques et droit
- Commerce
- Marketing et économie
- Ingénierie, technologie
- Architecture et aéronautique
- Médecine, infirmerie et vétérinaire
- Psychologie et sociologie
- Éducation et enseignement